# Стивен-авеню

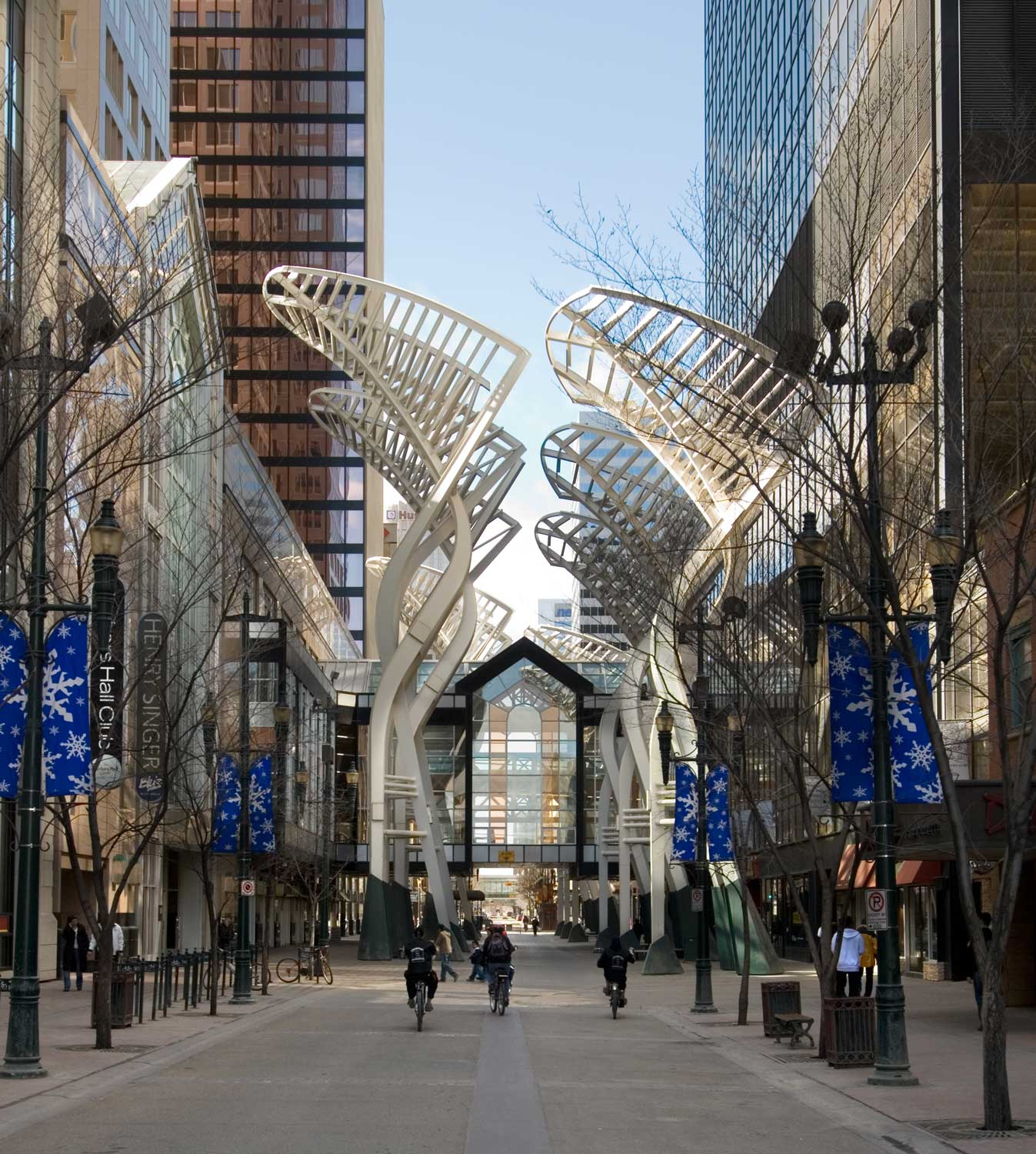
Стальная скульптура «Деревья» между Банкирским Залом и Центром Торонто-Доминиона

Стивен Авеню (англ. Stephen Avenue) — одна из центральных пешеходных аллей в центре города Калгари, провинции Альберта в Канаде. Она является частью Восьмой Юго-Западной Авеню, между Четвёртой Юго-Западной и Первой Юго-Восточной улицами.
Пешеходная аллея Стивен-авеню проходит через центральную часть Калгари. Соединяя практически все самые интересные достопримечательности города, она является важным и очень популярным туристическим маршрутом.
Большинство зданий на Стивен-авеню считаются историческими памятниками. Они были построены из кирпича и известняка в начале XX века и прекрасно сохранились до наших дней. Сейчас здесь размещаются отели, модные магазины и бутики, рестораны и пивные бары, а также многочисленные кинотеатры. Но самое главное украшение улицы — оригинальные скульптуры и инсталляции из дерева и металла, расставленные повсюду. В темное время суток они ярко освещены, что делает прогулку по Стивен-авеню незабываемой.
Стивен Авеню смежна с Центром имени Тимоти Итона, Центром Торонто-Доминиона, Центром Скошии, Банкирским Залом, Центром Собраний и Музеем Глэнбоу.  Барклейская Аллея пересекает Степанское Авеню, чтобы связываться с микрорайоном Ау Клэрь.

## История

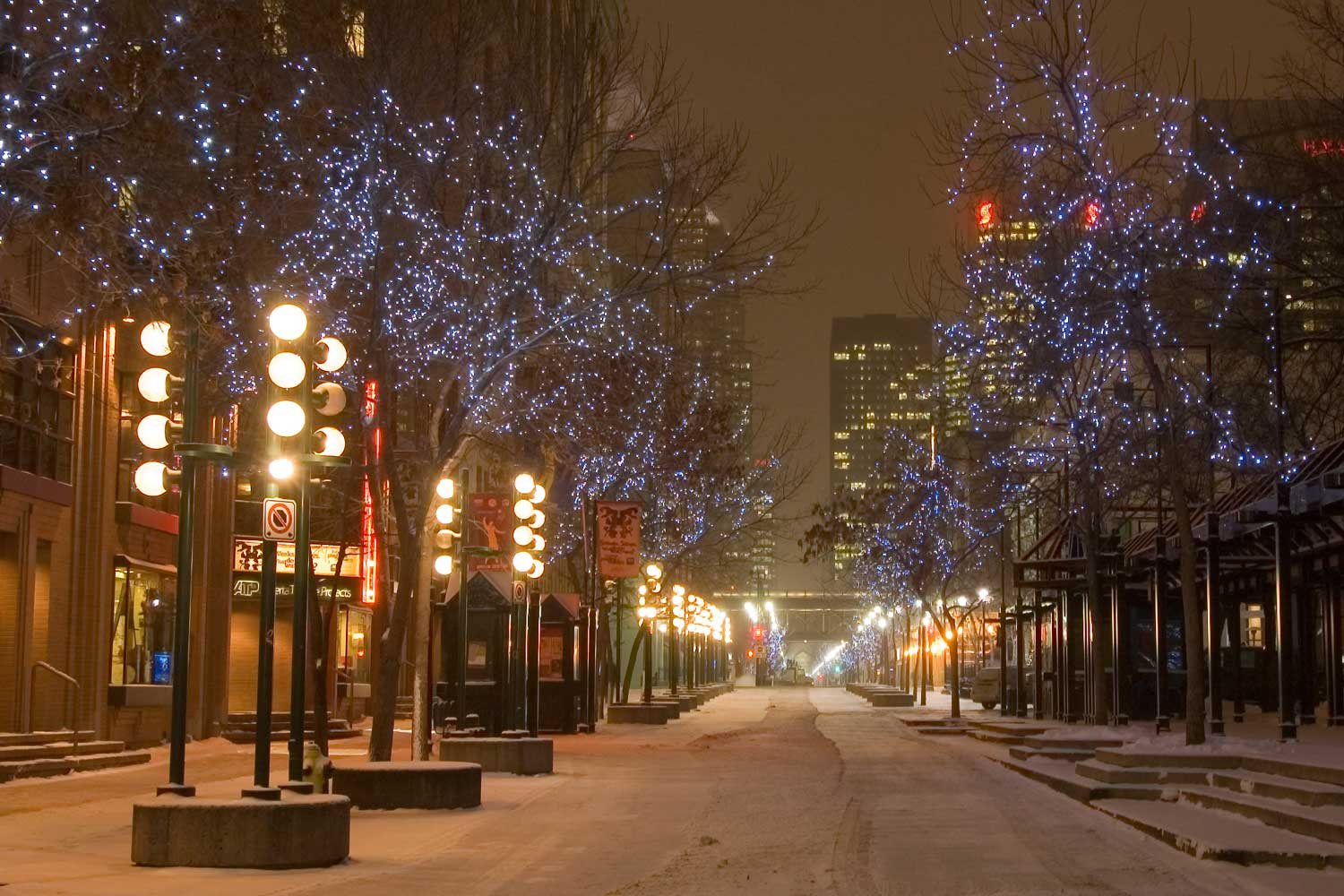
Стивен Авеню зимой

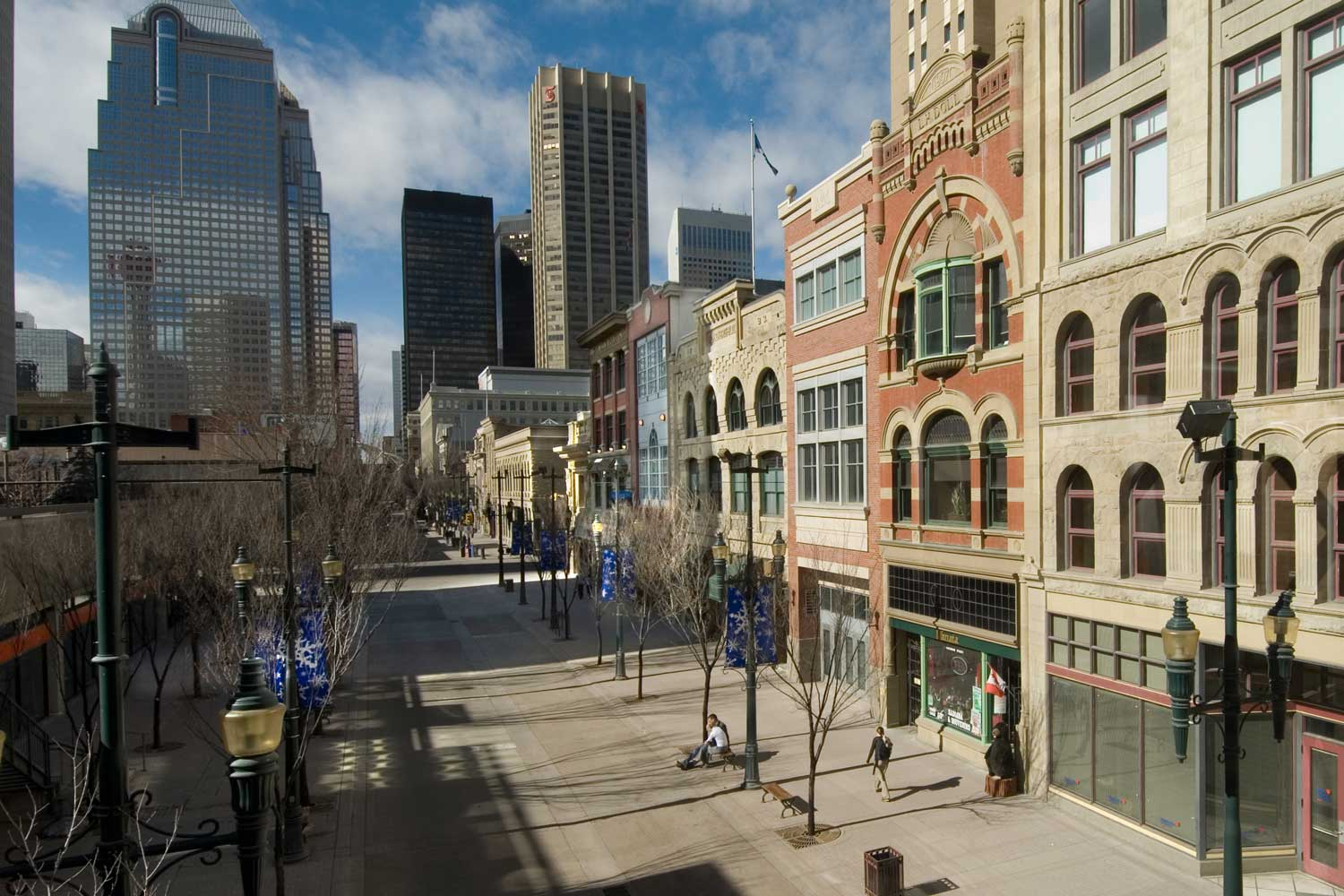
Исторические здания на Стивен Авеню

Стивен Авеню была названа в честь Лорда Джорджа Моунт-Стивена, первого президента Канадской Тихоокеанской Железной Дороги. У Стивен Авеню находятся множество исторических зданий в Калгари; несколько здании строили из песчаника и кирпича в начале двадцатого века, и Стивен Авеню было объявлено канадским историческим местом в 1992.